# Bob Sweikert
Robert Charles Sweikert, ameriški dirkač Formule 1, * 20. maj 1926, Los Angeles, ZDA, † 17. junij 1956, Salem, Indiana, ZDA.
Robert Charles Sweikert, bolj znan kot Bob Sweikert, je pokojni ameriški dirkač. Med letoma 1952 in 1956 je sodeloval na prestižni dirki Indianapolis 500, ki je med sezonami 1950 in 1960 štela tudi za točke prvenstva Formule 1, in zmagal leta 1955. Leta 1956 se je smrtno ponesrečil na dirki na dirkališču Salem Speedway.